# Tenis stołowy na Igrzyskach Wspólnoty Narodów 2010
Tenis stołowy na Igrzyskach Wspólnoty Narodów 2010, odbył się w dniach 4 – 14 października 2010 w hali Yamuna Sports Complex. Tabelę medalową wygrali tenisiści stołowi reprezentujący Singapur, którzy zdobyli 6 złotych i 5 srebrnych medali.

## Medaliści
| Konkurencja                           |                                                                         |                                                                                              | |
| ------------------------------------- | ----------------------------------------------------------------------- | -------------------------------------------------------------------------------------------- | --- |
| Gra pojedyncza mężczyzn               | Yang Zi                                                                 | Gao Ning                                                                                     | Sharath Kamal Achanta                                                                                    |
| Gra pojedyncza kobiet                 | Feng Tianwei                                                            | Yu Mengyu                                                                                    | Wang Yuegu                                                                                               |
| Gra podwójna mężczyzn                 | Indie · Sharath Kamal Achanta · Subhajit Saha                           | Singapur · Gao Ning · Yang Zi                                                                | Anglia · Andrew Baggaley · Liam Pitchford                                                                |
| Gra podwójna kobiet                   | Singapur · Li Jiawei · Sun Beibei                                       | Singapur · Feng Tianwei · Wang Yuegu                                                         | Indie · Mouma Das · Poulomi Ghatak                                                                       |
| Gra podwójna mieszana                 | Wang Yuegu Yang Zi                                                      | Feng Tianwei Gao Ning                                                                        | Joanna Parker Paul Drinkhall                                                                             |
| Drużynowo mężczyzn                    | Singapur Cai Xiaoli · Gao Ning · Ma Liang · Pang Xuejie · Yang Zi       | Anglia Andrew Baggaley · Paul Drinkhall · Darius Knight · Liam Pitchford · Daniel Reed       | Indie Sharath Kamal · Amalraj Anthony Arputhraj · Abiishek Ravichandran · Soumyadeep Roy · Subhajit Saha |
| Drużynowo kobiet                      | Singapur Feng Tianwei · Li Jiawei · Sun Beibei · Wang Yuegu · Yu Mengyu | Indie Mouma Das · Poulomi Ghatak · Shamini Kumaresan · Prabhu Mamta · Madhurika Suhas Patkar | Malezja Beh Lee Wei · Chiu Soo Jiin · Fan Xiao Jun · Ng Sock Khim                                        |
| Kobiety – gra poj. na wózkach (TT1–5) | Kate Nwaka Oputa                                                        | Catherine Morrow                                                                             | Faith Chinenye Obiora                                                                                    |

## Tabela medalowa
Kolorem fioletowym oznaczono gospodarza igrzysk.
| Poz.    | Państwo   |   |   |   | Łącznie |
| ------- | --------- | - | - | - | ------- |
| 1       | Singapur  | 6 | 5 | 1 | 12      |
| 2       | Indie     | 1 | 1 | 3 | 5       |
| 3       | Nigeria   | 1 | 0 | 1 | 2       |
| 4       | Anglia    | 0 | 1 | 2 | 3       |
| 5       | Australia | 0 | 1 | 0 | 1       |
| 6       | Malezja   | 0 | 0 | 1 | 1       |
| Łącznie | Łącznie   | 8 | 8 | 8 | 24      |